# Stazione di Pietragalla
Stazione di Pietragalla vasútállomás Olaszországban, Pietragalla településen.

## Vasútvonalak
Az állomást az alábbi vasútvonalak érintik:
- Foggia-Potenza-vasútvonal

## Kapcsolódó állomások
A vasútállomáshoz az alábbi állomások vannak a legközelebb:
- Stazione di Avigliano Lucania
- Stazione di Possidente